# Ère Kanji
L'ère Kanji (en japonais : 寛治) est une des ères du Japon (年号, nengō, littéralement « le nom de l'année ») suivant l'ère Ōtoku et précédant l'ère Kahō s'étendant du mois d'avril 1087 au mois de décembre 1094. Les empereurs régnants sont Shirakawa-tennō (白河天皇) et Horikawa-tennō (堀河天皇).

## Changement de l'ère
- 6 février 1087 Kanji gannen (寛治元年?) : Le nom de la nouvelle ère est créé pour marquer un événement ou une série d'événements. L'ère précédente se termine là où commence la nouvelle, en Ōtoku 4, le 7e jour du 4e mois de 1087[2].

## Événements de l'ère Kanji
- 1087 (Kanji 1, 5e mois) : L'empereur Daijō (en)  Shirakawa se retire de lui-même à Uji[3].
- 1088 (Kanji 2, 1er mois) : L'empereur rend visite à la résidence de son père[4].
- 1088 (Kanji 2, 10e mois): Shirakawa visite les temples du mont Hiei[4].
- 28 janvier 1088 (Kanji 2, 14e jour du 12e mois) : Il est accordé au régent sesshō Fujiwara Morozane des honneurs supplémentaires avec le titre de daijō-daijin[5]. Dans ce contexte il est très important que la mère de l'empereur Horikowa, formellement fille de l' udaijin Minamoto no Akifusa, soit aussi formellement la fille adoptée de Morozane[6].
- 1089 (Kanji 3, 5e mois) : Shirakawa made a second visit to Mt. Hiei; and this time, he stayed seven days[4].
- 1090 (Kanji 4, 12e mois) : Fujiwara Morozane est libéré de ses responsabilités de régent sesshō et simultanément nommé régent kampaku.[4].
- 26 mars 1094 (Kanji 8, 8e jour du 3e mois): Morozane démissionne de sa position de régent kampaku[7].

| Kanji     | 1er  | 2e   | 3e   | 4e   | 5e   | 6e   | 7e   | 8e   |
| Grégorien | 1087 | 1088 | 1089 | 1090 | 1091 | 1092 | 1093 | 1094 |